# Deinze

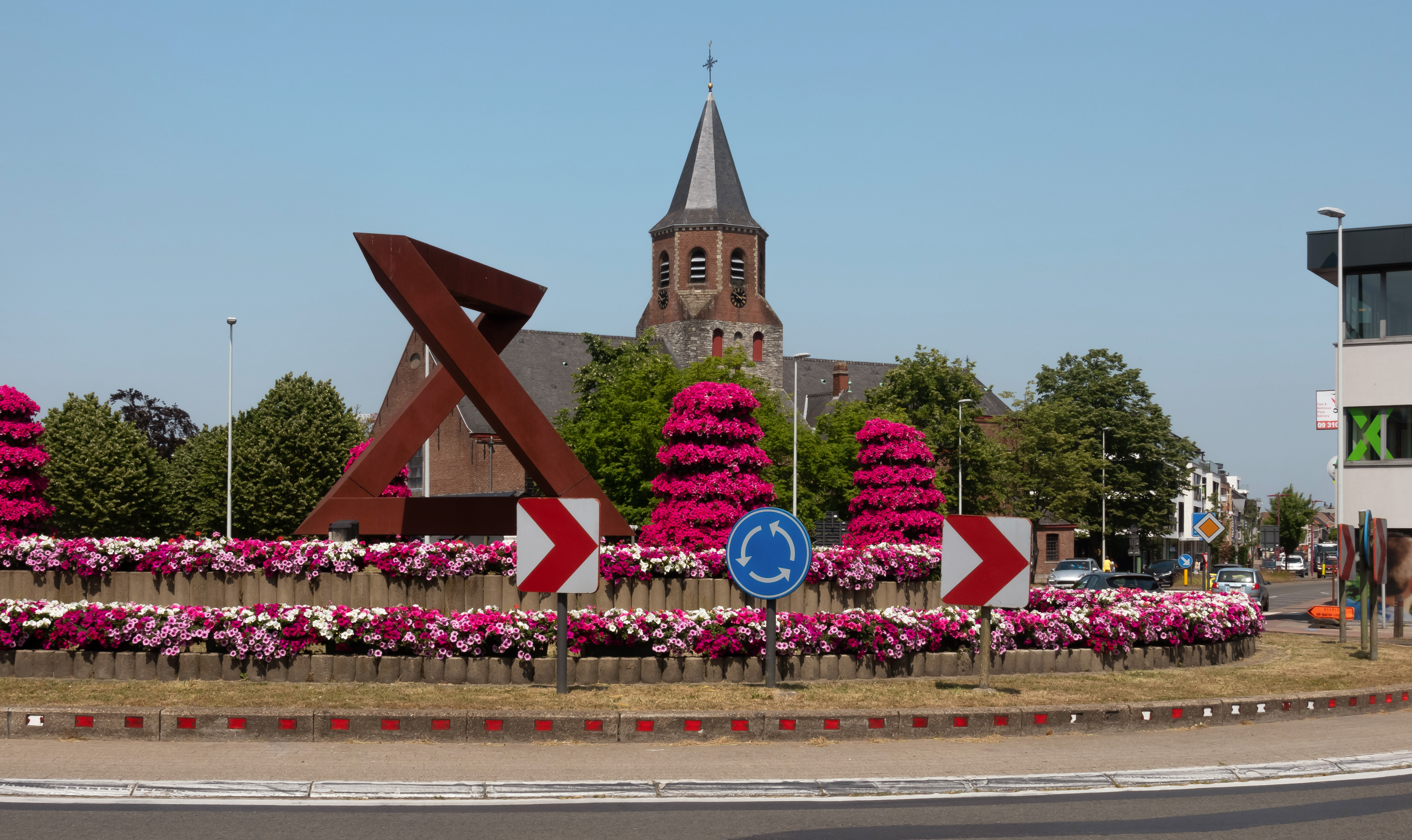
Deinze. parochiekerk Sint-Martinus en Sint-Antonius Abt

Deinze is een stad in de Belgische provincie Oost-Vlaanderen, langs de rivier de Leie. De gemeente fuseerde met Nevele op 1 januari 2019 en telt ruim 46.000 inwoners, die Deinzenaars worden genoemd. De gemeente bestaat uit 17 deelgemeentes waarbij Deinze en Petegem-aan-de-Leie een stedelijke kern vormen met 17.900 inwoners. Deinze heeft een oppervlakte van 127,38 km².

## Toponymie
De vroegste vermelding van Deinze stamt uit het jaar 840. De oudste geschriften verwijzen naar Donsa of Dunsa. Wat dit betekent, is nog onbekend, maar mogelijk verwijst het naar een mosrijk gebied.

## Geschiedenis

### Middeleeuwen
De heilige Poppo, de abt van Stavelot, werd in 978 te Deinze geboren. Hij schonk later aan zijn geboortestad relieken, die hij van zijn bedevaarttochten van het Heilige Land meebracht. Deze relieken zitten ingemetseld in de muur van de Onze-Lieve-Vrouwekerk.
In het feodale tijdperk was Deinze een heerlijkheid in handen van verscheidene vooraanstaande geslachten; Poppo's vader is de oudst bekende. Dan was er Iwein van Aalst en zijn zoon Diederik, die de heerlijkheid in leen van de graven van Vlaanderen hielden. Daarna kwam het geslacht Courtenay, de gravin van Bar en de graaf van Luxemburg.
In de 12e eeuw kende Deinze een bloei door de lakennijverheid. Omstreeks 1300 werd Deinze door Walram van Luxemburg verkocht aan Robrecht van Bethune en kwam het terug in het bezit van de graven van Vlaanderen. Het duurde niet lang want het werd bezit van Robrecht van Kessel, die het opnieuw aan de graven van Bar overliet.
De vroeggotische parochiekerk van Onze-Lieve-Vrouw werd gebouwd in de 13e eeuw. Op het einde van de 18e eeuw werd ze ingericht met waardevol meubilair en divers liturgisch vaatwerk. In de 13e eeuw bestond er een begijnhof ter ere van de heilige Margaretha van Antiochië. Nadat het verwoest was richtte men in 1423 op dezelfde plaats het Sint-Margrietenklooster op.
In 1431 bezat Filips de Goede de heerlijkheid en in de volgende twee eeuwen werd het bezit van het geslacht della Faille, Filips IV van Spanje, Diego Messia en het geslacht van Merode, dat in het bezit bleef van het markizaat Deinze, de Vrijheid van Petegem, Astene en Drongen.
Op bestuurlijk en juridisch vlak was Deinze in twee delen verdeeld: Deinze-Binnen en Deinze-Buiten.
Deinze binnen was onderverdeeld in Stad en Vrijheid en had een schepenbank met 7 schepenen. Een baljuw vertegenwoordigde de koning. Op het einde van de 13e eeuw liet Gwijde van Dampierre de stad versterken. Tijdens de opstand van Kustvlaanderen was Deinze bondgenoot van Brugge. Daarom werd Deinze in 1327 bijna geheel verwoest door de Gentenaren. Tijdens de Gentse Opstand in 1380 tegen Lodewijk van Male koos de stad opnieuw partij voor Brugge. Deinze werd afwisselend belegerd door Gentse en Brugse troepen wat een tweede verwoesting tot gevolg had. In 1452 werd de stad een derde maal verwoest door de Gentenaren. Ook tijdens de opstand tegen Maximiliaan van Oostenrijk werd er door de Franse troepen (1488) en de Gentse militie (1492) lelijk huisgehouden. Na al dat geweld brak er bovendien nog een pestepidemie uit.

### Vroegmoderne tijd
In 1566 woedde ook in Deinze de Beeldenstorm. Onder meer het gasthuis dat toegewijd was aan Sint-Blasius en bediend werd door de zusters augustinessen werd verwoest. Daarna werd de stad bezet door een garnizoen van de Spaanse koning. Het kerkelijk leven van Deinze werd vanaf 1570 gedirigeerd door het bisdom Gent (voorheen was dat het het bisdom Doornik). In 1579 sloot Deinze aan bij de Unie van Utrecht, maar na een korte adempauze brak het geweld opnieuw los. In 1580 was Deinze totaal vernield en ontvolkt en waren de kloosterlingen moeten vluchten naar Ekkergem-Gent voor de Gentse opstandelingen. 
De 16e eeuw was echter ook de eeuw waarin de linnen- en tapijtindustrie in Deinze ontstond. Ook de lederbewerking was belangrijk. Deinze had ook al vroeg een voornaam cultureel leven. In de 16e eeuw was de Rederijkerskamer "Nazarenen" er actief, die voortbouwde op de 15e-eeuwse toneelgroepen in de stad. Deze Rederijkerskamer en bijhorende cultuur evolueerde verder in de 17e eeuw en de 18e eeuw. Zo waren er toen talrijke toneelgezelschappen in de stad.
Ook in de 17e en 18e eeuw was er veel oorlogsellende, vooral de Franse troepen waren daarvan de oorzaak. Zo werden tijdens de Franse Revolutie de zusters augustinessen verdreven. Al deze gewelddaden hebben echter niet kunnen beletten dat Deinze grote bloeiperioden kende.

### 19e eeuw – heden
In 1816 vestigden de zusters Maricolen zich in de verlaten gebouwen van de verdreven augustinessen en verschaften er onderwijs.
In de 20e eeuw was er industriële activiteit, onder meer van de firma Torck, bekend onder meer van zijn kinderwagens en meubelen. Zowel tijdens de Eerste Wereldoorlog als de Tweede Wereldoorlog had de stad veel te lijden.
Op 1 januari 1977 breidde Deinze zijn grondgebied gevoelig uit in de context van de nationale golf van fusies van Belgische gemeenten. De gemeenten Astene, Bachte-Maria-Leerne, Gottem, Grammene, Meigem, Petegem-aan-de-Leie, Sint-Martens-Leerne, Vinkt, Wontergem en Zeveren werden immers opgeheven en als deelgemeenten aan de stad toegevoegd.
Op 19 december 2017 keurden de gemeenteraden van Deinze en buurgemeente Nevele een fusie tussen beide gemeenten goed. Met het decreet van 4 mei 2018 bekrachtigde Vlaanderen de fusie. De nieuwe stad bleef Deinze heten, maar kreeg de slagzin Het Land van Nevele.  De gemeenten zijn officieel gefuseerd op 1 januari 2019. Sindsdien zijn Nevele, Hansbeke, Landegem, Merendree, Poesele, Vosselare eveneens deelgemeenten van de stad.

## Geografie
De stad telt 17 deelgemeenten, heeft drie treinstations (Station Deinze, Station Hansbeke en Station Landegem) en heeft zowel aan de E40 als de E17 een op- en afrit.

### Deelgemeenten
|    | Naam                | Opp. (km²) | Inwoners (2020) | Inwoners per km² | NIS-code (oud) | NIS-code |
| -- | ------------------- | ---------- | --------------- | ---------------- | -------------- | -------- |
| 1  | Deinze              | 8,75       | 7.162           | 818              | 44011A         | 44083A   |
| 2  | Astene              | 9,58       | 4.957           | 517              | 44011B         | 44083B   |
| 3  | Petegem-aan-de-Leie | 9,54       | 10.235          | 1.073            | 44011C         | 44083C   |
| 4  | Zeveren             | 3,74       | 896             | 239              | 44011D         | 44083D   |
| 5  | Grammene            | 3,08       | 989             | 321              | 44011E         | 44083E   |
| 6  | Gottem              | 6,24       | 613             | 98               | 44011F         | 44083F   |
| 7  | Wontergem           | 5,08       | 990             | 195              | 44011G         | 44083G   |
| 8  | Vinkt               | 10,15      | 1.436           | 142              | 44011H         | 44083H   |
| 9  | Meigem              | 7,44       | 838             | 113              | 44011J         | 44083J   |
| 10 | Bachte-Maria-Leerne | 8,70       | 1.994           | 229              | 44011K         | 44083K   |
| 11 | Sint-Martens-Leerne | 3,81       | 1.090           | 286              | 44011L         | 44083L   |
| 12 | Nevele              | 13,90      | 2.875           | 207              | 44049A         | 44083A   |
| 13 | Poesele             | 2,52       | 456             | 181              | 44049B         | 44083B   |
| 14 | Hansbeke            | 9,89       | 2.096           | 212              | 44049C         | 44083C   |
| 15 | Merendree           | 10,82      | 2.048           | 189              | 44049D         | 44083D   |
| 16 | Landegem            | 8,56       | 3.438           | 402              | 44049E         | 44083E   |
| 17 | Vosselare           | 6,21       | 1.450           | 233              | 44049F         | 44083F   |

## Galerij

Deinze door de eeuwen heen
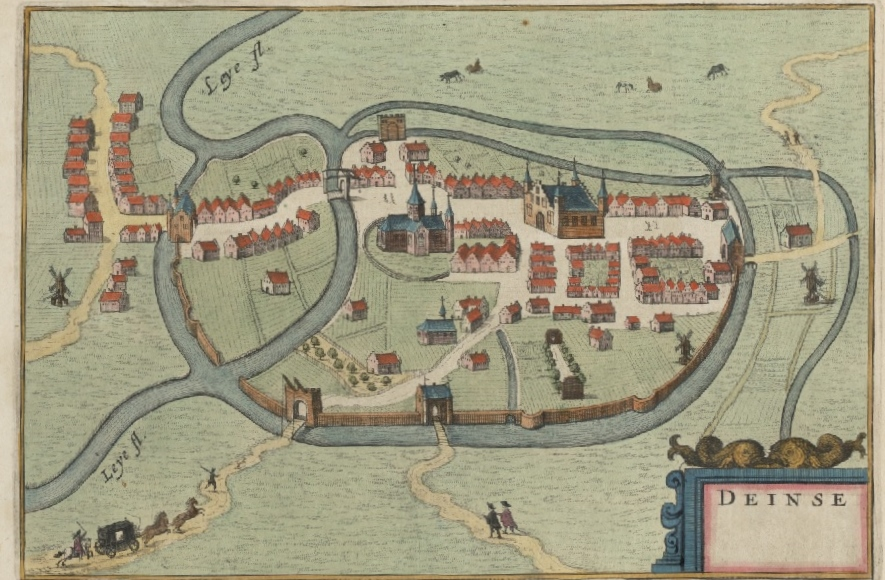
Deinze in de eerste helft van de 17e eeuw (afbeelding uit Flandria Illustrata - 1641)
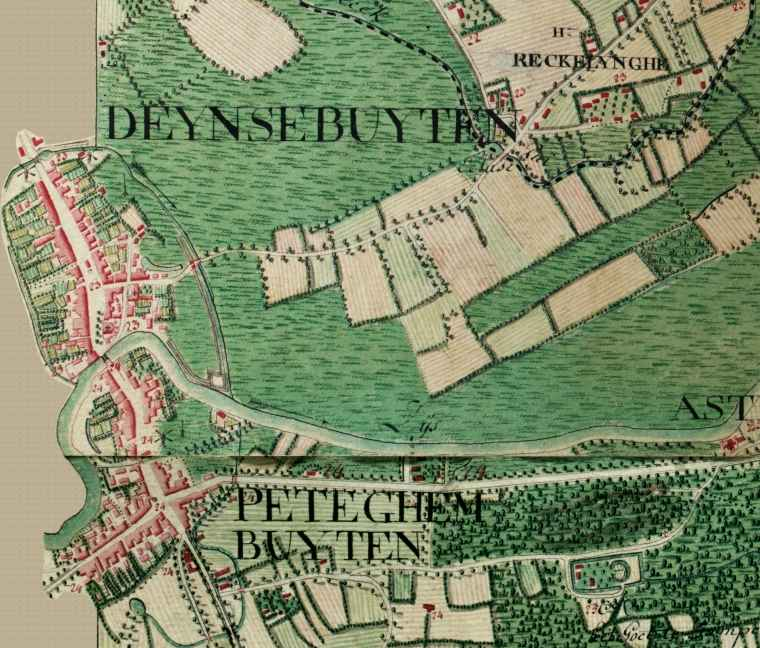
Deinze op de Ferraris kaart (rond 1775)
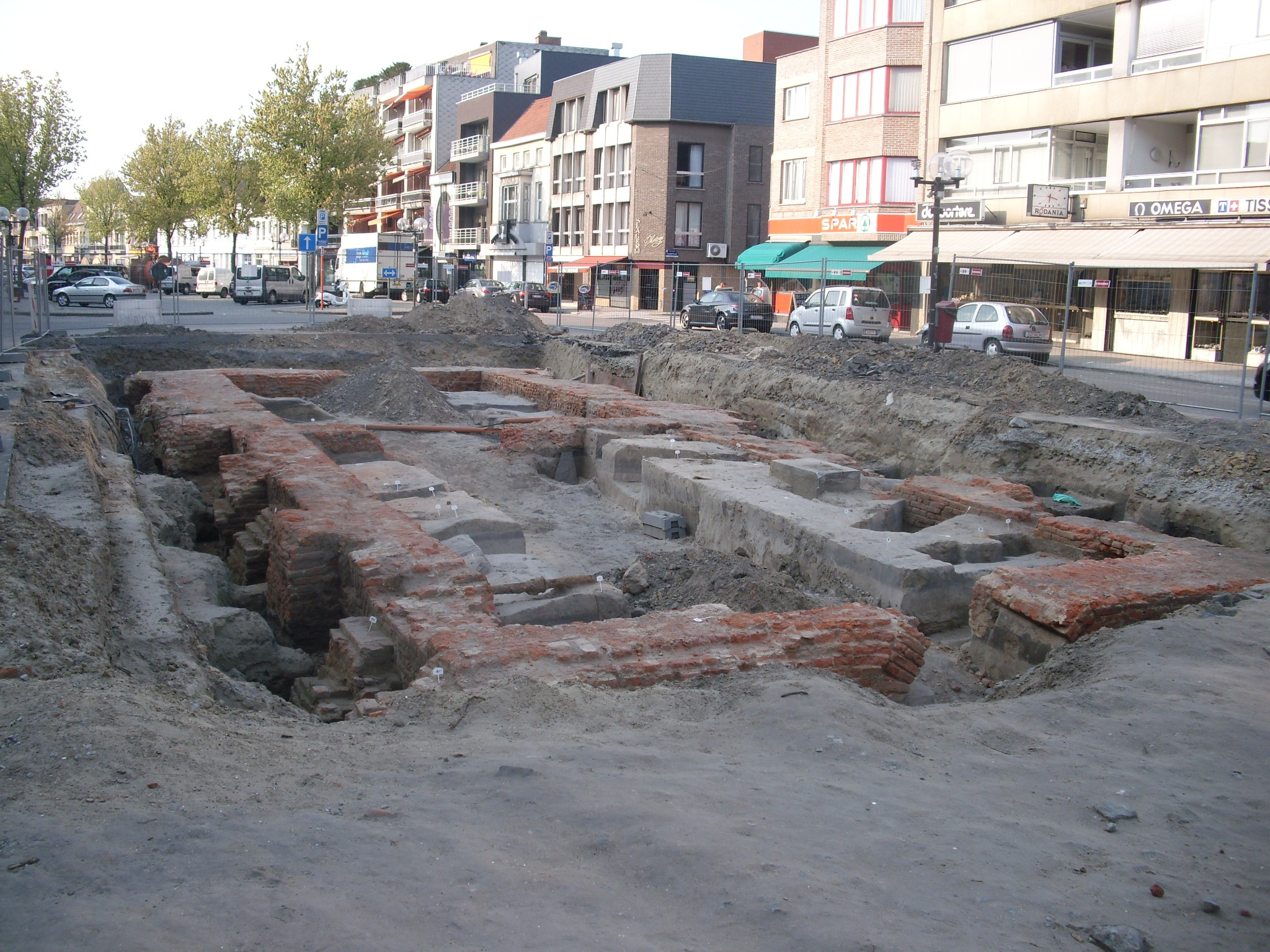
De funderingen van de in 1792 afgebrande stadshal
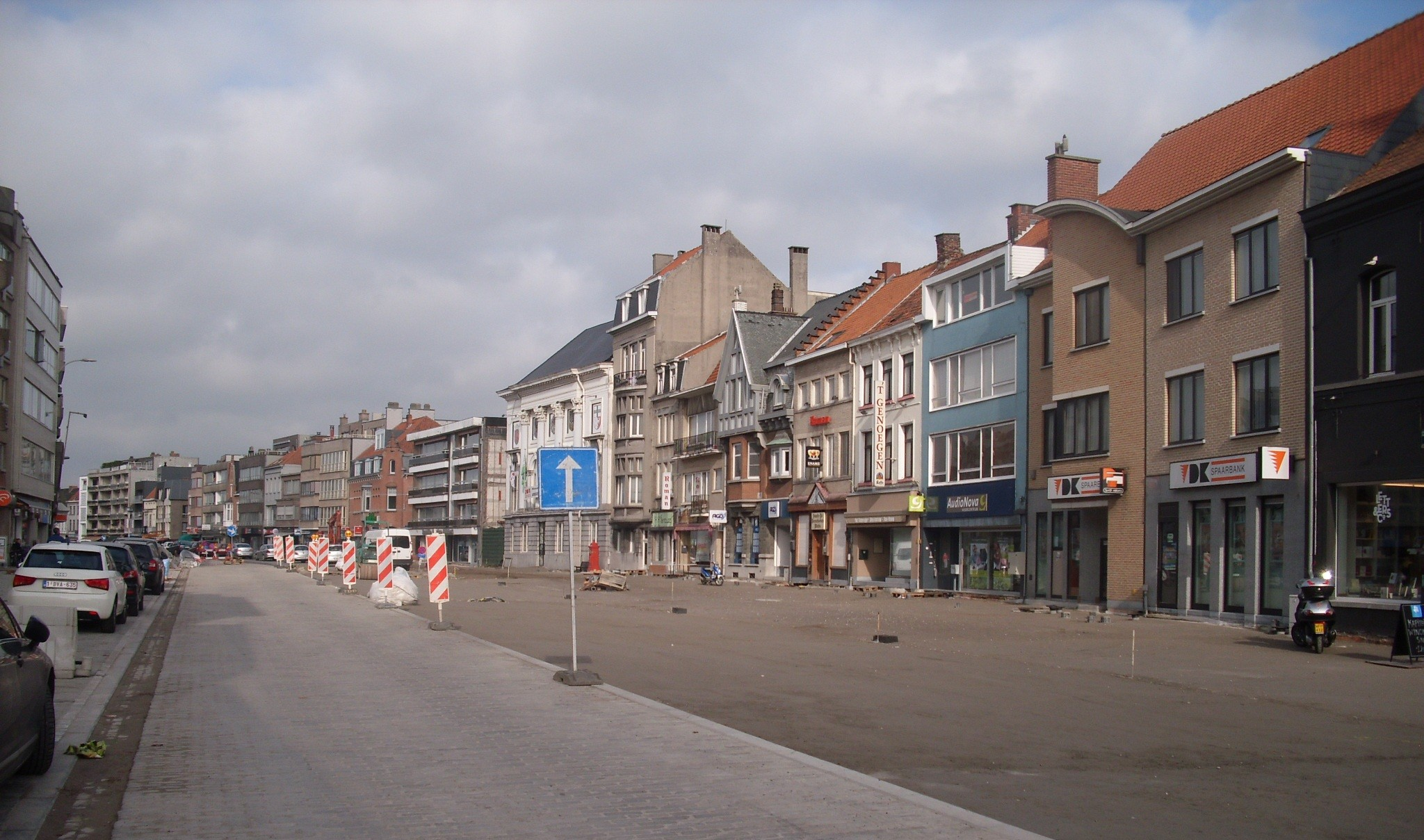
De Markt tijdens de heraanleg in 2011
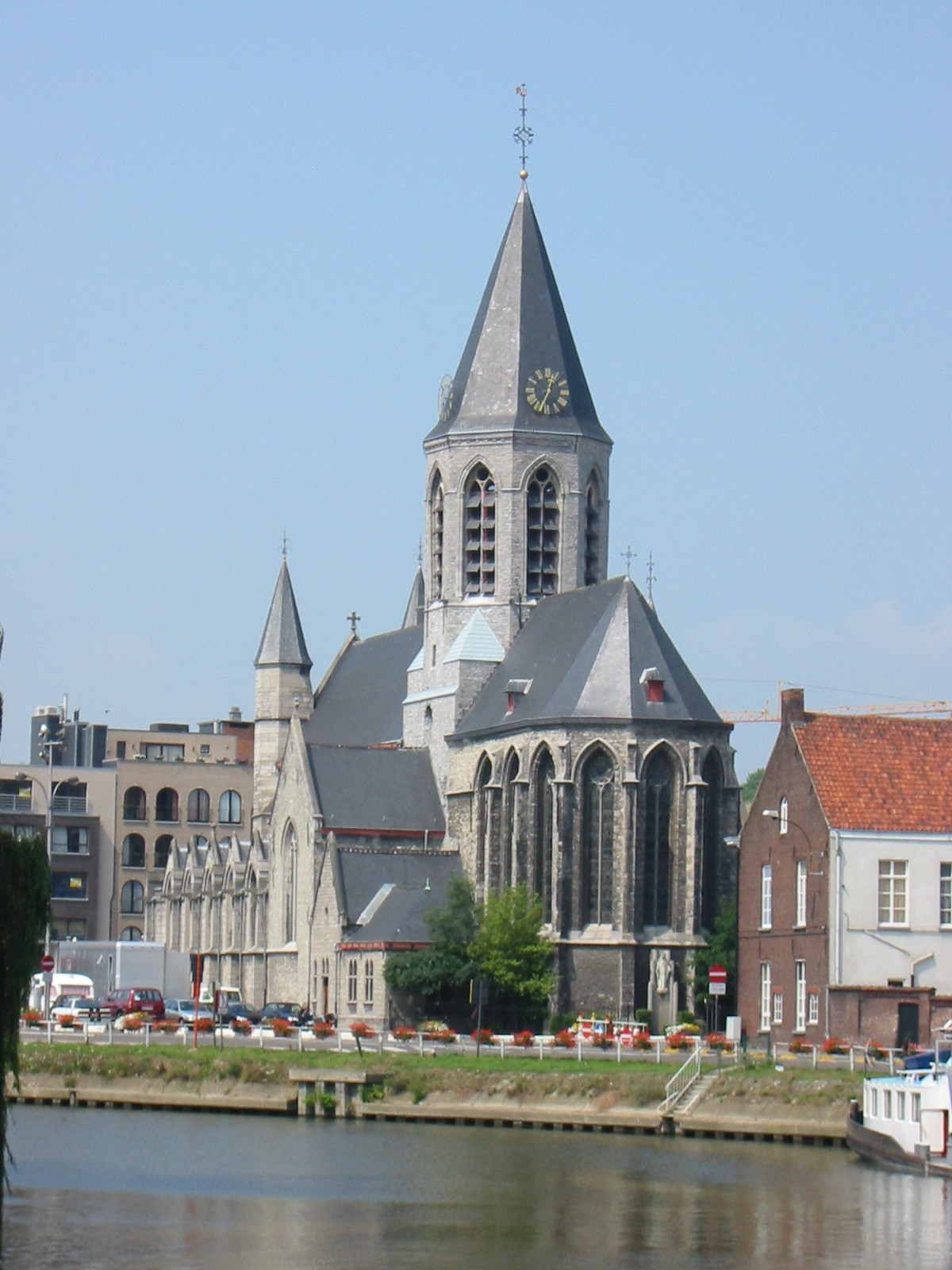
Onze-Lieve-Vrouwekerk van Deinze

#### Tabel
|                 | Naam                                           | Oppervlakte (km²) | Bevolking (01/01/2022) |
| --------------- | ---------------------------------------------- | ----------------- | ---------------------- |
| I               | Deinze                                         | 8,66              | 7.315                  |
| II              | Petegem-aan-de-Leie                            | 9,48              | 10.237                 |
| III             | Astene                                         | 9,56              | 5.057                  |
| IV (XII) (XIII) | Bachte-Maria-Leerne -Sint-Maria-Leerne -Bachte | 8,62              | 2.119                  |
| V               | Sint-Martens-Leerne                            | 3,78              | 1.148                  |
| VI              | Meigem                                         | 7,34              | 818                    |
| VII             | Zeveren                                        | 3,75              | 928                    |
| VIII            | Vinkt                                          | 9,96              | 1.461                  |
| IX              | Wontergem                                      | 5,09              | 1.005                  |
| X               | Grammene                                       | 3,06              | 1.021                  |
| XI              | Gottem                                         | 6,19              | 621                    |
| XII             | Nevele                                         | 14,14             | 2.941                  |
| XIII            | Hansbeke                                       | 9,83              | 2.128                  |
| XIV             | Landegem                                       | 8,84              | 3.498                  |
| XV              | Merendree                                      | 10,94             | 2.115                  |
| XVI             | Poesele                                        | 2,52              | 510                    |
| XVII            | Vosselare                                      | 6,27              | 1.397                  |

## Bezienswaardigheden
- De Onze-Lieve-Vrouwekerk in Deinze is een schoolvoorbeeld van de Scheldegotiek.  In de kerk bevindt zich een van de oudste orgels van de bekende orgelbouwer Pieter Van Peteghem.
- Het stedelijk Museum van Deinze en de Leiestreek bevat veel werken van Vlaamse kunstenaars die op een of andere wijze verbonden waren met de Leiestreek, waaronder veel grote namen zoals Emile Claus, Léon De Smet, Gust De Smet, George Minne, Constant Permeke, Albert Saverys, Roger Raveel, Albert Servaes, Frits Van den Berghe, Gustave Van de Woestyne. Er is eveneens een volkskundige afdeling met stukken uit de lokale folklore, nijverheid en geschiedenis (met archeologische vondsten uit de omgeving).
- Het Sint-Blasiushospitaal met Sint-Blasiuskapel van 1662.
- De Molens van Deinze, industrieel erfgoed.
- De Sint-Martinus-en-Sint-Antonius-Abtkerk, feitelijk de parochiekerk van Petegem-aan-de-Leie, maar sinds 1469 op het grondgebied van Deinze.

## Natuur en landschap
Deinze ligt aan de Leie op een hoogte van ongeveer 7 meter. Iets ten zuiden van Deinze begint het Schipdonkkanaal met een loop in noordelijke richting, waar de Leie zich naar het noordoosten begeeft. De omgeving van Deinze is sterk verstedelijkt.
Vlak bij het stadscentrum ligt het natuur- en recreatiedomein De Brielmeersen. In dit park is er een grote speeltuin, een dierenpark en een aantal sportvelden. De gronden werden in 1971 door het stadsbestuur aangekocht en vanaf 1975 werd het dierenpark ontwikkeld. Sinds januari 2015 wordt het park beheerd door de provincie Oost-Vlaanderen.s
Het Goed te Parijs is het stadsbos van Deinze.

## Demografie

### Demografische ontwikkeling
- Bronnen:NIS, Stad Deinze - Opm:1806 t/m 1970=volkstellingen op 31 december; vanaf 1977= inwonertal per 1 januari
- 1971: aanhechting van Astene, Petegem-aan-de-Leie en Zeveren (+22,79 km² met 10.521 inwoners)
- 1977: aanhechting van Bachte-Maria-Leerne, Gottem, Grammene, Meigem, Sint-Martens-Leerne, Vinkt en Wontergem (+44,10 km² met 6.430 inwoners)
- 2019: aanhechting van Nevele (incl. Hansbeke, Landegem, Merendree, Poesele en Vosselare) (+51,89 km² met 12.179 inwoners)

### Demografische ontwikkeling van de fusiegemeente
Alle historische gegevens hebben betrekking op de huidige gemeente, inclusief deelgemeenten, zoals ontstaan na de fusie van 1 januari 2019.
- Bronnen:NIS, Opm:1831 tot en met 1981=volkstellingen; 1990 en later= inwonertal op 1 januari

| Inwoners van jaar tot jaar op 1 januari 1992 tot heden | Inwoners van jaar tot jaar op 1 januari 1992 tot heden | Inwoners van jaar tot jaar op 1 januari 1992 tot heden |
| jaar                                                   | Aantal                                                 | Evolutie: 1992=index 100                               |
| ------------------------------------------------------ | ------------------------------------------------------ | ------------------------------------------------------ |
| 1992                                                   | 36.652                                                 | 100,0                                                  |
| 1993                                                   | 36.816                                                 | 100,4                                                  |
| 1994                                                   | 37.020                                                 | 101,0                                                  |
| 1995                                                   | 37.326                                                 | 101,8                                                  |
| 1996                                                   | 37.639                                                 | 102,7                                                  |
| 1997                                                   | 37.963                                                 | 103,6                                                  |
| 1998                                                   | 38.299                                                 | 104,5                                                  |
| 1999                                                   | 38.472                                                 | 105,0                                                  |
| 2000                                                   | 38.552                                                 | 105,2                                                  |
| 2001                                                   | 38.583                                                 | 105,3                                                  |
| 2002                                                   | 38.576                                                 | 105,2                                                  |
| 2003                                                   | 38.700                                                 | 105,6                                                  |
| 2004                                                   | 38.926                                                 | 106,2                                                  |
| 2005                                                   | 39.137                                                 | 106,8                                                  |
| 2006                                                   | 39.537                                                 | 107,9                                                  |
| 2007                                                   | 39.969                                                 | 109,0                                                  |
| 2008                                                   | 40.234                                                 | 109,8                                                  |
| 2009                                                   | 40.594                                                 | 110,8                                                  |
| 2010                                                   | 41.083                                                 | 112,1                                                  |
| 2011                                                   | 41.391                                                 | 112,9                                                  |
| 2012                                                   | 41.632                                                 | 113,6                                                  |
| 2013                                                   | 41.764                                                 | 113,9                                                  |
| 2014                                                   | 41.894                                                 | 114,3                                                  |
| 2015                                                   | 42.419                                                 | 115,7                                                  |
| 2016                                                   | 42.738                                                 | 116,6                                                  |
| 2017                                                   | 43.016                                                 | 117,4                                                  |
| 2018                                                   | 43.264                                                 | 118,0                                                  |
| 2019                                                   | 43.571                                                 | 118,9                                                  |
| 2020                                                   | 43.580                                                 | 118,9                                                  |
| 2021                                                   | 43.922                                                 | 119,8                                                  |
| 2022                                                   | 44.315                                                 | 120,9                                                  |
| 2023                                                   | 44.930                                                 | 122,6                                                  |
| 2024                                                   | 45.471                                                 | 124,1                                                  |
| 2025                                                   | 46.026                                                 | 125,6                                                  |

## Politiek
Deinze heeft voor de legislatuur 2025-2030 een coalitie tussen CD&V en Open Deinze. Samen vormen ze de meerderheid met 20 op 35 zetels. N-VA, Groen & Vooruit en Vlaams Belang zetelen in de oppositie.
De huidige burgemeester is Rutger De Reu (CD&V), die Jan Vermeulen (CD&V) opvolgde.

### Burgemeesters
| Periode | Periode     | Burgemeester            |
| ------- | ----------- | ----------------------- |
|         | 1773 - ?    | Jan François Hopsomere  |
|         | 1777 - 1784 | Pierre François Beyens  |
|         | ...         |                         |
|         | 1788 - 1792 | Pierre François Beyens  |
|         | ...         |                         |
|         | 1800 - 1815 | Jan-Baptist Ottevaere   |
|         | ...         |                         |
|         | 1837 - 1848 | Charles Reyntjens       |
|         | 1848 - 1849 | François Francoys       |
|         | 1849 - 1857 | Joseph Provost          |
|         | 1858 - 1869 | Constant De Beil        |
|         | 1870 - 1872 | Gentil Vander Straeten  |
|         | 1872 - 1890 | Karel Lodewijk Declerck |

| Periode | Periode      | Burgemeester                   |
| ------- | ------------ | ------------------------------ |
|         | 1891 - 1894  | Philippe Eduard Provost        |
|         | 1894 - 1902  | Prudent Van Hoecke             |
|         | 1902 - 1920  | Eduard Galens                  |
|         | 1921 - 1932  | Joannes Lagrange (UCB)         |
|         | 1933 - 1944  | Jozef Van Risseghem (UCB)      |
|         | ...          |                                |
|         | 1947 - 1952  | Jozef Verleye (CVP)            |
|         | 1953 - 1964  | Jozef Van Risseghem (CVP)      |
|         | 1965 - 1970  | Carlos Maere (CVP)             |
|         | 1971 - 1980  | Ernest Van De Wiele (OK / CVP) |
|         | 1980 - 2001  | Roger Boerjan (CVP)            |
|         | 2001 - 2011  | Jacques De Ruyck (CD&V)        |
|         | 2012 - 2024  | Jan Vermeulen (CD&V)           |
|         | 2024 - heden | Rutger De Reu (CD&V)           |

### Resultaten gemeenteraadsverkiezingen sinds 1976
| Partij               | Partij                                      | 10-10-1976 | 10-10-1976 | 10-10-1982 | 10-10-1982 | 9-10-1988 | 9-10-1988 | 9-10-1994 | 9-10-1994 | 8-10-2000 | 8-10-2000 | 8-10-2006 | 8-10-2006 | 14-10-2012 | 14-10-2012 | 14-10-2018 | 14-10-2018 | 13-10-2024 | 13-10-2024 |
| Stemmen / Zetels     | Stemmen / Zetels                            | %          | 27         | %          | 27         | %         | 27        | %         | 27        | %         | 29        | %         | 29        | %          | 29         | %          | 35         | %          | 35         |
| -------------------- | ------------------------------------------- | ---------- | ---------- | ---------- | ---------- | --------- | --------- | --------- | --------- | --------- | --------- | --------- | --------- | ---------- | ---------- | ---------- | ---------- | ---------- | ---------- |
|                      | CVP1 / CD&V+N-VAA / CD&V2                   | 61,451     | 19         | 44,441     | 14         | 50,381    | 16        | 42,451    | 14        | 41,961    | 15        | 39,85A    | 13        | 31,22      | 11         | 36,12      | 14         | 39,62      | 15         |
|                      | VU1 / VU&ID2 / CD&V+N-VAA / N-VA3           | -          |            | 6,51       | 1          | 12,121    | 3         | 6,461     | 1         | 6,032     | 1         | 39,85A    | 13        | 17,553     | 5          | 17,03      | 6          | 22,0       | 8          |
|                      | PVV1 / VLD2 / Open Vld+3 / Open DeinzeB     | -          |            | 11,641     | 2          | 15,31     | 4         | 17,112    | 5         | 28,572    | 9         | 26,213    | 8         | 19,383     | 6          | 21,1B      | 8          | 14,8B      | 5          |
|                      | Wakker Deinze / Open DeinzeB                | -          |            | -          |            | -         |           | -         |           | -         |           | -         |           | 10,72      | 3          | 21,1B      | 8          | 14,8B      | 5          |
|                      | SP1 / sp.a2 / sp.a plus3 / Groen & VooruitC | 8,861      | 1          | 14,61      | 4          | 17,351    | 4         | 16,851    | 5         | 12,611    | 3         | 12,092    | 3         | 6,072      | 1          | 5,33       | 1          | 16,2C      | 5          |
|                      | AGALEV1 / GroenRood2 / Groen & VooruitC     | -          |            | -          |            | 4,851     | 0         | 5,581     | 1         | 6,511     | 1         | 11,592    | 3         | 11,122     | 3          | 12,02      | 4          | 16,2C      | 5          |
|                      | Vlaams Blok1 / Vlaams Belang2               | -          |            | -          |            | -         |           | 3,111     | 0         | -         |           | 10,272    | 2         | 3,952      | 0          | 7,42       | 2          | 7,42       | 2          |
|                      | D.TWEE.D.                                   | -          |            | -          |            | -         |           | 7,61      | 1         | 4,33      | 0         | -         |           | -          |            | -          |            | -          |            |
|                      | GD                                          | -          |            | 22,82      | 6          | -         |           | -         |           | -         |           | -         |           | -          |            | -          |            | -          |            |
|                      | KVB                                         | 27,58      | 7          | -          |            | -         |           | -         |           | -         |           | -         |           | -          |            | -          |            | -          |            |
| Anderen(*)           | Anderen(*)                                  | 2,12       | 0          | -          |            | -         |           | 0,82      | 0         | -         |           | -         |           | -          |            | 1,2        | 0          | -          |            |
| Totaal stemmen       | Totaal stemmen                              | 16932      | 16932      | 18038      | 18038      | 18747     | 18747     | 19324     | 19324     | 20347     | 20347     | 22269     | 22269     | 21900      | 21900      | 31657      | 31657      | 23133      | 23133      |
| Opkomst %            | Opkomst %                                   |            |            |            |            | 95,95     | 95,95     | 94,6      | 94,6      | 94,12     | 94,12     | 95,2      | 95,2      | 93,80      | 93,80      | 94,1       | 94,1       | 66,3       | 66,3       |
| Blanco en ongeldig % | Blanco en ongeldig %                        | 2,23       | 2,23       | 3,58       | 3,58       | 3,15      | 3,15      | 4,02      | 4,02      | 4,39      | 4,39      | 3,8       | 3,8       | 3,9        | 3,9        | 3,3        | 3,3        | 0,4        | 0,4        |

De zetels van de gevormde meerderheid staan vetjes afgedrukt. De grootste partij is in kleur.

De rode cijfers naast de gegevens duiden aan onder welke naam de partijen telkens bij een verkiezing opkwamen.

(*) 1976: DND / 1994: ROSSEM / 2018: DBA

 Zie ook op Nevele voor de verkiezingen van 2012 en vroeger.

## Cultuur

### Media
- Deinze heeft sinds 8 januari 2012 nog slechts één lokaal radiostation Radio Tequila (105.1 FM). Radio Canteclaer werd in 2011 vervangen door de ketenradio Club FM, Radio Veronieka ging op 8 januari 2012 uit de ether. Per 2 januari 2018 zendt Radio Tequila op twee frequenties uit, in Deinze op 106.2 MHz FM en in Aalter op 107.8 MHz FM.

### Evenementen
- Stoet van Canteclaer - vijfjaarlijks
- Batjesmarkt - eerste zaterdag van mei
- Bloemenmarkt - eerste zaterdag van mei
- Meiboomplanting Petegem - 1 mei
- Bijenmarkt Petegem - 1 mei
- Vlasfeesten Gottem - vijfjaarlijks
- Elfdorpenfietstocht - Pinksterenzondag
- Gezinsfietstocht Wontergem - Tweede zondag van augustus
- Bloedprocessie Meigem - eerste zondag van juli
- Jaarmarkt - woensdag voor de 4e zondag van juli
- Deinse feesten - twee laatste weken van juli
- Kaandelconcerten - Gedurende de maanden juli en augustus, iedere woensdagavond
- Muzikaal vuurwerk - Laatste woensdagavond van juli om 23:00 u
- Canteclaermarsen - derde zondag van september
- Antiek- en rommelmarkt Grammene - 15 augustus
- Zijspoor festival - eerste vrijdag en zaterdag van oktober
- Wijnfeesten Petegem - zaterdag voor eerste zondag van oktober
- Paarden- en hondenwijding Sint-Hubertus - eerste zondag van november
- Paaseierenzoektocht - zaterdag voor Pasen
- Beiaardconcerten - regelmatig
- Wijnfeesten Vinkt - november
- Europees Schutterstreffen (EST) - 19, 20 en 21 augustus 2022[14]
- Leerzewegels- en Jan Filliersroute - Sneukelfietstocht begin augustus
- Valentijnswandeling - Rond 14 februari

## Sport
Deinze kent meerdere sportclubs, waaronder Sferos Deinze, de volleybalclub in 1ste provinciale, BBC LDP Donza, de basketbalploeg in 1ste provinciale, AC Deinze, de atletiekvereniging en tafeltennisclub TTC Knal Deinze die in de Super divisie speelt (dit zijn de 10 beste clubs van België).
KMSK Deinze was een voetbalclub met stamnummer 818 die sinds 2020 in de Eerste klasse B uitkwam. Ze speelde in de Dakota Arena, voorheen het Burgemeester Van de Wiele Stadion genaamd. In het seizoen 2024-2025 werd ze failliet verklaard.

## Mobiliteit
Deinze werd in 2020 voor de derde keer uitgeroepen tot fietsstad. De stad voert een duurzaam mobiliteitsbeleid dat het veiliger maakt om te fietsen en de modal shift bevordert.

## Bekende personen afkomstig uit Deinze
- Poppo van Deinze (978-1048), benedictijnse monnik
- Willem Baudartius (1565-1640), Nederlands theoloog
- Gustaaf Gevaert (1883-1952), volksvertegenwoordiger
- Albert Saverys (1886-1964), kunstschilder
- Joris Eeckhout (1887-1951), priester, schrijver (een straat werd naar hem genoemd in Deinze)
- Karel Justinus Calewaert (1893-1963), bisschop van Gent
- Carlos Van Lanckere (1912-1996), acteur
- Pater Mestdagh (1916-2007), zanger
- Raoul De Keyser (1930-2012), kunstschilder
- Marc Adriaen (1935-2018), zakenman
- Henri De Wolf (1936-2023), wielrenner
- Rudy Dhaenens (1961-1998), wielrenner
- Eddy Hellebuyck (1961), atleet
- Jan de Keyser (1965), burgemeester van Oostkamp
- Koen Schoors (1968), econoom
- Hans De Clercq (1969), wielrenner
- Sonja Deckers (1976), atlete
- Bert Van Poucke (1976), acteur
- Tony Sergeant (1977), voetballer
- Hilde De Baerdemaeker (1978), actrice
- Francesco Planckaert (1982), wielrenner

### Ereburgers
- Eddy Planckaert (2024), wielrelrenner [17]

## Stedenbanden
- Queckenberg (Rheinbach) (Duitsland) (sinds 1980)

## Nabijgelegen kernen
Petegem-aan-de-Leie, Astene, Grammene, Zeveren, Meigem, Bachte